# Synagogue d'Endingen
La Synagogue d'Endingen est une synagogue située dans la commune argovienne d'Endingen, en Suisse. 

## Histoire
Jusqu'au milieu du XIXe siècle Lengnau et Endingen situés à 4 kilomètres l'un de l'autre, sont les seuls villages en Suisse où les Juifs ont l'autorisation de s'installer. 
Des juifs commencent à s'établir à Lengnau à partir de 1622 et à Endingen à partir de 1678. L'acquisition de la terre leur étant interdite, ceux-ci sont surtout des commerçants, des colporteurs ou des négociants en bétail. En 1850 on dénombre 1515 Juifs qui vivent dans les deux villages. 
Dès la moitié du XIXe siècle, ce nombre va rapidement diminuer. Ils ne sont plus que 263 en 1920, et en 1980 il n'y a plus que trois familles juives. Dès l'autorisation de s'installer dans les grandes villes, la majorité des familles ont quitté ces deux villages. 
La première synagogue d'Endingen date de l'année 1764 mais elle se révèle rapidement trop petite. Une synagogue plus grande est donc construite entre 1850 et 1852. Sa façade en trois parties est surmontée d'un pignon en escalier. Au-dessus de l'entrée se trouve une horloge, ce qui n'est pas traditionnel pour une synagogue. La raison de cette horloge est l'absence d'église avec clocher dans le village. La synagogue est l'unique lieu de prière d'Endingen. 
Actuellement elle est fermée et uniquement utilisée à l'occasion de fêtes ou de mariages. Pour la visiter, s'adresser par avance à la communauté juive de l'Argovie.